# Joseph-Mathias Tellier
Pour les articles homonymes, voir Tellier.
Sir Joseph-Mathias Tellier (15 janvier 1861 – 18 octobre 1952) est un homme politique québécois. Il a été maire de Joliette, chef du Parti conservateur du Québec et chef de l'Opposition officielle du Québec.

## Biographie
Né à Sainte-Mélanie de Joliette, Joseph-Mathias Tellier est le fils de Zéphirin Tellier et de Luce Ferland, originaires de Berthier-en-Haut. Après avoir fait ses études classiques au Collège de Joliette, puis obtenu, à l’Université Laval, une licence en droit qui lui valut une mention « summa cum laude » et la médaille d’Or du Gouverneur-Général du Canada, il fut admis au Barreau du Québec en 1884.
Ayant ouvert une étude à Joliette, il fut élu député du comté de Joliette à l’Assemblée législative du Québec en 1892, puis réélu à ce poste, successivement, en 1897, 1900, 1904, 1908 et 1912. Élu chef du Parti conservateur du Québec, il exerça les fonctions de chef de l’Opposition à Québec de 1908 à 1915. À l’élection de 1912, il affronta Lomer Gouin à titre de chef du Parti conservateur et, les libéraux de Lomer Gouin l’ayant emporté sur les conservateurs, il ne put accéder au poste de premier ministre du Québec.  Il renonça à se représenter dans le comté de Joliette en 1916. Il fut remplacé à la tête du Parti conservateur par Philémon Cousineau.  Parallèlement à sa carrière de député, Joseph-Mathias Tellier a été maire de Joliette de 1903 à 1909.
En 1916, il fut nommé juge de la Cour supérieure du district de Montréal, puis, en 1920, juge de la Cour du banc du Roi. Il occupa le poste de Juge en chef de la province de Québec pendant dix ans, de 1932 à 1942. 
Il fut le récipiendaire de trois doctorats honorifiques : un doctorat en lettres de l’université Laval en 1904, un doctorat en droit de l’université de Montréal en 1906 et un doctorat en droit du Bishop’s College en 1937.
Il fut fait chevalier de l’ordre de Pie IX par le pape Pie X en 1906 et chevalier de l’ordre de Saint-Michel et de Saint-Georges par le roi Georges V en 1934.
Joseph-Mathias Tellier est le frère cadet de Louis Tellier, le père de Maurice Tellier, le grand-père de Paul Tellier ainsi que le cousin germain de Raymond Tellier, le grand-père de Luc-Normand Tellier.
Le fonds d'archives "Famille Tellier" est conservé au centre d'archives de Montréal de Bibliothèque et Archives nationales du Québec.

## Hommages
La rue Sir-Mathias-Tellier a été nommée en son honneur, en 1959, dans la ville de Québec.